# 山下登 (建築家)
山下 登（やました・のぼる、1943年 -　）は日本の建築家。東京都建築士事務所協会副会長。現在、有限会社山下建築事務所代表取締役。東京都生まれ。
東京都建設工事紛争審査会委員

東商荒川支部建設・不動産分科会分科会長
（一社）東京都建築士事務所協会 副会長